# ريكاردو ليفاندوفسكي
ريكاردو ليفاندوفسكي (بالبرتغالية: Ricardo Lewandowski‏) هو قاضي برازيلي، ولد في 11 مايو 1948 في ريو دي جانيرو في البرازيل.